# 요미우리 TV 제작 목요일 밤 9시 드라마
요미우리 TV 제작 목요일 밤 9시 드라마는 닛폰 TV이 편성했다 연속 TV 드라마이다.

## 방송 작품
- 검사 키리시마 사부로
- 細うで繁盛記
- 보테자코 이야기
- 細うで繁盛記2
- 염교의 꽃
- 新･細うで繁盛記
- 오키바리야스
- 꽃은 내일로
- 빙문
- 호쿠토 이야기
- 노와케
- 겨울 양
- 여자의 다리
- 안녕히 여름
- 갈애
- 난류
- 세상의 꽃
- 지금은 장미 빛이 좋아
- 하늘은 7개 사랑의 색
- 연인들의 울타리
- 살짝 안녕
- 분노하라 형제!
- 세 가게의 유혹
- 오타마·코조 부부입니다
- 남자는 필요 없어
- 잠든 척하고있는 남자들
- 금지 된 놀이
- 좋아하는거야